# Myristica garciniifolia
Myristica garciniifolia är en tvåhjärtbladig växtart som beskrevs av Otto Warburg. Myristica garciniifolia ingår i släktet Myristica och familjen Myristicaceae. Inga underarter finns listade i Catalogue of Life.